# Hodh ech Chargui
Hodh ech Chargui (em árabe: الحوض الشرقي) é uma região da Mauritânia. Sua capital é a cidade de Néma. Outra cidade importante da região é Ualata.

## Limites
Hodh ech Chargui faz divisa com as regiões de Adrar, Tagant e Hodh El Gharbi a oeste e com o Mali a leste e sul.

## Departamentos

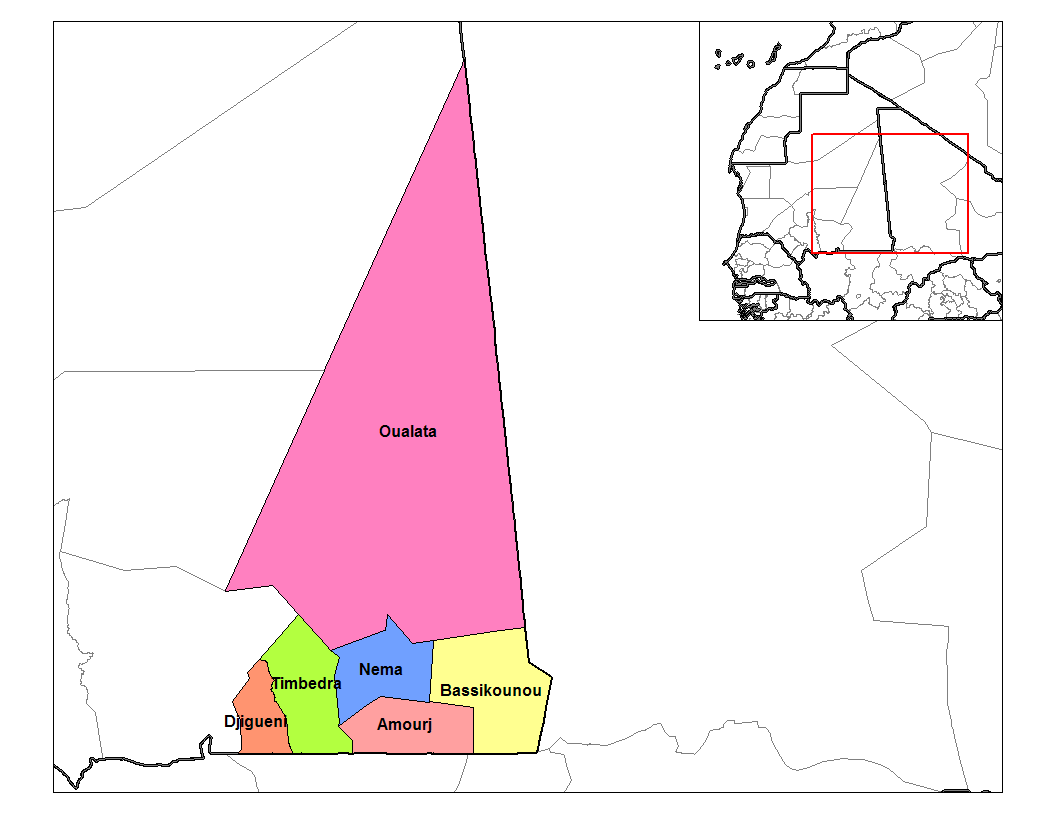
Departamentos de Hodh ech Chargui

Hodh Ech Chargui está dividida em 6 departamentos:
- Amourj
- Bassicunu
- Djigueni
- Néma
- Ualata
- Timbedra

## Demografia
| 2000   | 2011   |
| 281600 | 363071 |